# Abella de Salern
Abella (Salern, fl. ca. 1350) fou una metgessa, professora i poetessa napolitana del segle xiv.

## Biografia
Nascuda a Salern, al Regne de Nàpols. Es desconeixen dades sobre la seva família. Considerada com un veritable geni pels seus contemporanis, fou notable pels seus coneixements en l'àmbit de la medicina, com una de les conegudes com Dames de Salern, va estudiar medicina a l'Escola de Salern, el primer centre que va permetre a les dones poguessin estudiar i exercir la docència d'aquesta ciència. Destacà com a metgessa, però també com a professora de medicina a l'Escola de Salern, com a poetessa i escriptora. Publicà principalment dos tractats, De atrabile sobre la melangia o bilis negra i De natura seminis humani, aquest darrer sobre l'origen de la naturalesa humana. Els tractats, de fet, foren escrits en vers i són considerats obres poètiques notables. Les seves obres van ser molt elogiades pels científics.